# بن ترنر
بن ترنر (بالإنجليزية: Ben Turner)‏ (21 أغسطس 1988 المملكة المتحدة) هو لاعب كرة قدم بريطاني.

## روابط خارجية
- بن ترنر على موقع قاعدة بيانات كرة القدم.إي يو (الإنجليزية)
- بن ترنر على موقع Soccerbase.com (لاعب) (الإنجليزية)
- بن ترنر على موقع عالم كرة القدم.نت (الإنجليزية)
- بن ترنر على موقع AS.com (الإسبانية)